# ده گلابی
ده گلابی یک روستا در ایران است که در دهستان چهارگنبد شهرستان سیرجان واقع شده‌است. ده گلابی ۱۷ نفر جمعیت دارد.